# Lista de construções de Charles Holden
A lista de construções de Charles Holden traz informações sobre trabalhos do arquiteto Charles Holden. Seu estilo foi marcado por formas simples, considerando desnecessários detalhes decorativos. Em sua visão, obras deveriam ser pautadas pelo funcionalismo da construção.
| Imagem | Construção                                         | Localização                             | Coordenadas                  | Referência |
| ------ | -------------------------------------------------- | --------------------------------------- | ---------------------------- | ---------- |
|        | Hall of Remembrance                                |                                         |                              |            |
|        | National Library of Wales                          | Aberystwyth                             | 52° 24′ 52″ N, 4° 04′ 06″ O  |            |
|        | Bapaume Post Military Cemetery                     | Albert                                  | 50° 00′ 43″ N, 2° 40′ 26″ L  |            |
|        | Bushey Heath tube station                          | Aldenham                                | 51° 38′ 30″ N, 0° 19′ 09″ O  |            |
|        | Bac-du-Sud British Cemetery                        | Bailleulval                             | 50° 13′ 29″ N, 2° 36′ 12″ L  |            |
|        | East Finchley                                      | Barnet                                  | 51° 35′ 13″ N, 0° 09′ 53″ O  | 1359150    |
|        | Finchley Central                                   | Barnet                                  | 51° 36′ 04″ N, 0° 11′ 36″ O  |            |
|        | Bellicourt British Cemetery                        | Bellicourt                              | 49° 57′ 41″ N, 3° 13′ 44″ L  |            |
|        | Gorre British and Indian Cemetery                  | Beuvry                                  | 50° 32′ 23″ N, 2° 41′ 59″ L  |            |
|        | Boulogne Eastern Cemetery                          | Bolonha-sobre-o-Mar                     | 50° 43′ 29″ N, 1° 37′ 18″ L  |            |
|        | Alperton (Metropolitano de Londres)                | Brent                                   | 51° 32′ 27″ N, 0° 17′ 59″ O  |            |
|        | Sudbury Town (Metropolitano de Londres)            | Brent Ealing                            | 51° 33′ 03″ N, 0° 18′ 56″ O  | 1294594    |
|        | Bristol Royal Infirmary                            | Bristol                                 | 51° 27′ 34″ N, 2° 35′ 46″ O  |            |
|        | Busigny Communal Cemetery Extension                | Busigny                                 | 50° 02′ 27″ N, 3° 27′ 38″ L  |            |
|        | Cambrai East Military Cemetery                     | Cambrai                                 | 50° 10′ 45″ N, 3° 15′ 44″ L  |            |
|        | Cambrin Military Cemetery                          | Cambrin                                 | 50° 30′ 44″ N, 2° 44′ 14″ L  |            |
|        | Warren Street (Metropolitano de Londres)           | Camden                                  | 51° 31′ 29″ N, 0° 08′ 18″ O  |            |
|        | Holborn (Metropolitano de Londres)                 | Camden                                  | 51° 31′ 02″ N, 0° 07′ 12″ O  |            |
|        | Senate House                                       | Camden                                  | 51° 31′ 16″ N, 0° 07′ 43″ O  | 1113107    |
|        | 127 And 129, High Holborn                          | Camden                                  | 51° 31′ 03″ N, 0° 07′ 18″ O  | 1378879    |
|        | Trefcon British Cemetery                           | Caulaincourt                            | 49° 51′ 35″ N, 3° 06′ 30″ L  |            |
|        | Piccadilly Circus (Metropolitano de Londres)       | Cidade de Westminster                   | 51° 30′ 35″ N, 0° 08′ 04″ O  | 1226877    |
|        | Leicester Square (Metropolitano de Londres)        | Cidade de Westminster                   | 51° 30′ 41″ N, 0° 07′ 41″ O  |            |
|        | 55 Broadway                                        | Cidade de Westminster                   | 51° 29′ 58″ N, 0° 08′ 01″ O  | 1219790    |
|        | Zimbabwe House                                     | Cidade de Westminster                   | 51° 30′ 35″ N, 0° 07′ 26″ O  | 1237039    |
|        | Bristol Central Library                            | City of Bristol                         | 51° 27′ 06″ N, 2° 36′ 08″ O  | 1202131    |
|        | Clifton College, Victory Arch                      | City of Bristol                         | 51° 27′ 42″ N, 2° 37′ 16″ O  | 1202135    |
|        | Strand Military Cemetery                           | Comines-Warneton                        | 50° 43′ 58″ N, 2° 52′ 51″ L  |            |
|        | St. Quentin Cabaret Military Cemetery              | Comines-Warneton                        | 50° 45′ 24″ N, 2° 51′ 21″ L  |            |
|        | London Rifle Brigade Cemetery                      | Comines-Warneton                        | 50° 43′ 16″ N, 2° 52′ 57″ L  |            |
|        | Lancashire Cottage Cemetery                        | Comines-Warneton                        | 50° 43′ 45″ N, 2° 53′ 52″ L  |            |
|        | Tancrez Farm Cemetery                              | Comines-Warneton                        | 50° 42′ 35″ N, 2° 54′ 07″ L  |            |
|        | Corbie Communal Cemetery Extension                 | Corbie                                  | 49° 54′ 57″ N, 2° 31′ 13″ L  |            |
|        | Woburn Abbey Cemetery                              | Cuinchy                                 | 50° 31′ 01″ N, 2° 45′ 02″ L  |            |
|        | Guards Cemetery, Windy Corner                      | Cuinchy                                 | 50° 31′ 44″ N, 2° 44′ 30″ L  |            |
|        | Doullens Communal Cemetery Extension No.2          | Doullens                                | 50° 09′ 23″ N, 2° 21′ 01″ L  |            |
|        | Doullens Communal Cemetery Extension No.1          | Doullens                                | 50° 09′ 19″ N, 2° 21′ 04″ L  |            |
|        | Acton Town (Metropolitano de Londres)              | Ealing Londres                          | 51° 30′ 10″ N, 0° 16′ 48″ O  | 1263471    |
|        | Northfields (Metropolitano de Londres)             | Ealing                                  | 51° 29′ 58″ N, 0° 18′ 51″ O  | 1263487    |
|        | Chiswick Park (Metropolitano de Londres)           | Ealing                                  | 51° 29′ 40″ N, 0° 16′ 04″ O  | 1358798    |
|        | Ealing Common (Metropolitano de Londres)           | Ealing                                  | 51° 30′ 37″ N, 0° 17′ 18″ O  | 1249986    |
|        | Southgate                                          | Enfield                                 | 51° 37′ 56″ N, 0° 07′ 40″ O  | 1188692    |
|        | Cockfosters (Metropolitano de Londres)             | Enfield                                 | 51° 39′ 06″ N, 0° 08′ 56″ O  | 1358718    |
|        | Oakwood                                            | Enfield Municipal Borough of Southgate  | 51° 38′ 51″ N, 0° 07′ 54″ O  | 1078930    |
|        | Post Office Rifles Cemetery                        | Festubert                               | 50° 32′ 34″ N, 2° 43′ 32″ L  |            |
|        | Brown's Road Military Cemetery                     | Festubert                               | 50° 32′ 26″ N, 2° 43′ 59″ L  |            |
|        | Gouy-en-Artois Communal Cemetery Extension         | Gouy-en-Artois                          | 50° 14′ 41″ N, 2° 35′ 29″ L  |            |
|        | Manor House (Metropolitano de Londres)             | Hackney Haringey                        | 51° 34′ 15″ N, 0° 05′ 46″ O  |            |
|        | La Plus Douve Farm Cemetery                        | Hainaut                                 | 50° 45′ 11″ N, 2° 51′ 53″ L  |            |
|        | Highgate (Metropolitano de Londres)                | Haringey                                | 51° 34′ 40″ N, 0° 08′ 45″ O  |            |
|        | Bounds Green                                       | Haringey                                | 51° 36′ 25″ N, 0° 07′ 27″ O  | 1393641    |
|        | Wood Green                                         | Haringey                                | 51° 35′ 50″ N, 0° 06′ 36″ O  | 1401120    |
|        | Estação de metrô Turnpike Lane                     | Haringey Municipal Borough of Tottenham | 51° 35′ 25″ N, 0° 06′ 10″ O  | 1263624    |
|        | South Harrow (Metropolitano de Londres)            | Harrow                                  | 51° 33′ 53″ N, 0° 21′ 08″ O  |            |
|        | Rayners Lane (Metropolitano de Londres)            | Harrow                                  | 51° 34′ 30″ N, 0° 22′ 16″ O  | 1261430    |
|        | Sudbury Hill (Metropolitano de Londres)            | Harrow                                  | 51° 33′ 25″ N, 0° 20′ 11″ O  | 1254171    |
|        | Elstree South tube station                         | Hertfordshire                           | 51° 38′ 16″ N, 0° 18′ 13″ O  |            |
|        | Wulverghem-Lindenhoek Road Military Cemetery       | Heuvelland                              | 50° 45′ 49″ N, 2° 50′ 37″ L  |            |
|        | Lindenhoek Chalet Military Cemetery                | Heuvelland                              | 50° 46′ 35″ N, 2° 49′ 25″ L  |            |
|        | Kandahar Farm Cemetery                             | Heuvelland                              | 50° 45′ 18″ N, 2° 50′ 51″ L  |            |
|        | Pond Farm Cemetery                                 | Heuvelland                              | 50° 46′ 09″ N, 2° 50′ 43″ L  |            |
|        | Dranoutre Military Cemetery                        | Heuvelland                              | 50° 46′ 01″ N, 2° 46′ 48″ L  |            |
|        | Eastcote (Metropolitano de Londres)                | Hillingdon                              | 51° 34′ 36″ N, 0° 23′ 49″ O  | 1357435    |
|        | Uxbridge (Metropolitano de Londres)                | Hillingdon                              | 51° 32′ 45″ N, 0° 28′ 42″ O  | 1358405    |
|        | Osterley (metropolitano de Londres)                | Hounslow                                | 51° 28′ 53″ N, 0° 21′ 08″ O  | 1240806    |
|        | Boston Manor (metropolitano de Londres)            | Hounslow                                | 51° 29′ 44″ N, 0° 19′ 31″ O  | 1063901    |
|        | Hounslow West (Metropolitano de Londres)           | Hounslow                                | 51° 28′ 25″ N, 0° 23′ 08″ O  |            |
|        | Royal Northern Hospital                            | Islington                               | 51° 33′ 39″ N, 0° 07′ 23″ O  |            |
|        | Academy Gardens                                    | Kensington e Chelsea                    | 51° 30′ 11″ N, 0° 11′ 51″ O  | 1080680    |
|        | Clapham Common (Metropolitano de Londres)          | Lambeth                                 | 51° 27′ 43″ N, 0° 08′ 18″ O  | 1065005    |
|        | Belgrave Hospital for Children                     | Lambeth                                 | 51° 28′ 51″ N, 0° 06′ 47″ O  | 1358241    |
|        | Poelcapelle British Cemetery                       | Langemark-Poelkapelle                   | 50° 55′ 12″ N, 2° 58′ 17″ L  |            |
|        | Highland Cemetery                                  | Le Cateau-Cambrésis                     | 50° 05′ 09″ N, 3° 32′ 52″ L  |            |
|        | Colliers Wood (Metropolitano de Londres)           | Merton                                  | 51° 25′ 05″ N, 0° 10′ 40″ O  | 1080925    |
|        | Morden                                             | Merton                                  | 51° 24′ 08″ N, 0° 11′ 42″ O  |            |
|        | South Wimbledon                                    | Merton                                  | 51° 24′ 55″ N, 0° 11′ 31″ O  | 1358037    |
|        | Messines Ridge (New Zealand) Memorial              | Mesen                                   | 50° 45′ 52″ N, 2° 53′ 28″ L  |            |
|        | Messines Ridge British Cemetery                    | Mesen                                   | 50° 45′ 52″ N, 2° 53′ 28″ L  |            |
|        | Dadizeele New British Cemetery                     | Moorslede                               | 50° 50′ 55″ N, 3° 05′ 16″ L  |            |
|        | Royal Victoria Infirmary                           | Newcastle upon Tyne                     | 54° 58′ 52″ N, 1° 37′ 12″ O  |            |
|        | St. Luke's Hospital, Malta                         | Pietà                                   | 35° 53′ 36″ N, 14° 29′ 39″ L |            |
|        | Premont British Cemetery                           | Prémont                                 | 50° 00′ 14″ N, 3° 24′ 54″ L  |            |
|        | Wanstead (Metropolitano de Londres)                | Redbridge                               | 51° 34′ 32″ N, 0° 01′ 44″ L  |            |
|        | Gants Hill                                         | Redbridge                               | 51° 34′ 36″ N, 0° 03′ 58″ L  |            |
|        | Redbridge                                          | Redbridge                               | 51° 34′ 34″ N, 0° 02′ 43″ L  | 1401101    |
|        | Rue-des-Berceaux Military Cemetery                 | Richebourg                              | 50° 34′ 20″ N, 2° 44′ 40″ L  |            |
|        | Romeries Communal Cemetery Extension               | Romeries                                | 50° 12′ 03″ N, 3° 31′ 24″ L  |            |
|        | Warlincourt Halte British Cemetery                 | Saulty                                  | 50° 11′ 53″ N, 2° 31′ 08″ L  |            |
|        | Savy British Cemetery                              | Savy                                    | 49° 49′ 31″ N, 3° 11′ 29″ L  |            |
|        | Grand-Seraucourt British Cemetery                  | Seraucourt-le-Grand                     | 49° 46′ 52″ N, 3° 13′ 12″ L  |            |
|        | Sutton Valence School Block Erected 1910-1914      | Sutton Valence                          | 51° 12′ 52″ N, 0° 35′ 37″ L  | 1060872    |
|        | Canada Cemetery                                    | Tilloy-lez-Cambrai                      | 50° 12′ 16″ N, 3° 13′ 17″ L  |            |
|        | Torbay Hospital                                    | Torbay                                  | 50° 28′ 55″ N, 3° 33′ 14″ O  |            |
|        | Unicorn Cemetery                                   | Vendhuile                               | 49° 59′ 49″ N, 3° 10′ 54″ L  |            |
|        | Villers Hill British Cemetery                      | Villers-Guislain                        | 50° 01′ 58″ N, 3° 09′ 43″ L  |            |
|        | Balham (Metropolitano de Londres)                  | Wandsworth                              | 51° 26′ 36″ N, 0° 09′ 11″ O  | 1225887    |
|        | Tooting Broadway                                   | Wandsworth                              | 51° 25′ 39″ N, 0° 10′ 05″ O  | 1065478    |
|        | Clapham South                                      | Wandsworth                              | 51° 27′ 10″ N, 0° 08′ 52″ O  | 1266140    |
|        | Tooting Bec                                        | Wandsworth                              | 51° 26′ 09″ N, 0° 09′ 35″ O  | 1065477    |
|        | Wimereux Communal Cemetery                         | Wimereux                                | 50° 46′ 26″ N, 1° 36′ 48″ L  |            |
|        | Zantvoorde British Cemetery                        | Zonnebeke                               | 50° 48′ 50″ N, 2° 59′ 00″ L  |            |
|        | Passchendaele New British Cemetery                 | Zonnebeke                               | 50° 54′ 17″ N, 3° 00′ 38″ L  |            |
|        | Polygon Wood Cemetery                              | Zonnebeke                               | 50° 51′ 25″ N, 2° 59′ 26″ L  |            |
|        | Buttes New British Cemetery (New Zealand) Memorial | Zonnebeke                               | 50° 51′ 20″ N, 2° 59′ 29″ L  |            |
|        | Buttes New British Cemetery                        | Zonnebeke                               | 50° 51′ 20″ N, 2° 59′ 29″ L  |            |